# 184-й истребительный авиационный полк
184-й истребительный авиационный полк — воинская часть Военно-Воздушных сил (ВВС) Вооружённых Сил РККА, принимавшая участие в боевых действиях Великой Отечественной войны.

## История
Полк формировался весной 1941 года в Мачулищах под Минском в составе 59-й истребительной авиационной дивизии, получив из 124-го истребительного полка самолёты И-16 (по другим данным, сформирован ещё в 1940 году, имел на вооружении собранные из многих полков И-153 и И-16)
В составе действующей армии во время ВОВ c 22 июня 1941 по 12 мая 1942 года.
Вступил в боевые действия 22 июня 1941 года. К 3 июля 1941 года выведен из боёв, и имея в составе 28 самолётов И-16, вошёл в состав 11-й смешанной авиадивизии, в составе которой воевал до расформирования. На 5 августа 1941 года базировался на аэродроме Каничи (Костюковичский район), имея в наличии 6 самолётов И-16 из них два неисправных. В этот же день в полк влит 32-й «А» истребительный авиационный полк с семью И-16 из которых пять было неисправных.
В 1941—1942 годах действовал в Орловской, Брянской, Смоленской, Тульской областях.
На 21 апреля 1942 года располагал 12 самолётами И-16 (2 неисправных), 5 самолётами Як-1 и 1 УТИ-4.
В период с 10 по 12 мая 1942 года расформирован.
За время боевых действий полк отчитался о 3641 боевом вылете, 425 проведённых воздушных боях, 29 сбитых самолётах противника, 3 сбитых аэростатах и 2 уничтоженных на земле самолётах. При штурмовкам, по отчётам полка уничтожено 537 автомашин, 11 легковых автомобилей, 3 автоцистерны, 4 танка, 370 повозок, 38 точек зенитной артиллерии, 3 орудия, 3 вагона (в число включены и результаты действий 32-го «А» истребительного авиационного полка)

## Подчинение
| Дата            | Фронт (округ)      | Армия     | Корпус | Дивизия                                 | Примечания |
| --------------- | ------------------ | --------- | ------ | --------------------------------------- | ---------- |
| 22.06.1941 года | Западный фронт     | -         | -      | 11-я смешанная авиационная дивизия      | -          |
| 01.07.1941 года | Западный фронт     | -         | -      | 59-я истребительная авиационная дивизия | -          |
| 10.07.1941 года | Западный фронт     | -         | -      | 11-я смешанная авиационная дивизия      | -          |
| 01.08.1941 года | Центральный фронт  | -         | -      | 11-я смешанная авиационная дивизия      | -          |
| 01.09.1941 года | Брянский фронт     | -         | -      | 11-я смешанная авиационная дивизия      | -          |
| 01.10.1941 года | Брянский фронт     | -         | -      | 11-я смешанная авиационная дивизия      | -          |
| 01.11.1941 года | Брянский фронт     | -         | -      | 11-я смешанная авиационная дивизия      | -          |
| 01.12.1941 года | Юго-Западный фронт | -         | -      | 11-я смешанная авиационная дивизия      | -          |
| 01.01.1942 года | Брянский фронт     | -         | -      | 11-я смешанная авиационная дивизия      | -          |
| 01.02.1942 года | Брянский фронт     | -         | -      | 11-я смешанная авиационная дивизия      | -          |
| 01.03.1942 года | Брянский фронт     | 3-я армия | -      | -                                       | -          |
| 01.04.1942 года | Брянский фронт     | 3-я армия | -      | -                                       | -          |
| 01.05.1942 года | Брянский фронт     | 3-я армия | -      | -                                       | -          |

## Командиры
- Полунин Иван Петрович, майор
- Сапрыкин Валентин Филиппович, майор (01.04.1941 — 12.05.1942)

## Герои Советского Союза
- Машковский Степан Филиппович, старший лейтенант, командир эскадрильи.